# Sułoszowa (gemeente)
De gemeente Sułoszowa is een landgemeente in het Poolse woiwodschap Klein-Polen, in powiat Krakowski.
De zetel van de gemeente is in Sułoszowa
Op 30 juni 2004 telde de gemeente 5904 inwoners.

## Oppervlakte gegevens
In 2002 bedroeg de totale oppervlakte van gemeente Sułoszowa 53,38 km², waarvan:
- agrarisch gebied: 89%
- bossen: 7%

De gemeente beslaat 4,34% van de totale oppervlakte van de powiat.

## Demografie
Stand op 30 juni 2004:
| Omschrijving                   | Totaal | Totaal | Vrouwen | Vrouwen | Mannen | Mannen |
| ------------------------------ | ------ | ------ | ------- | ------- | ------ | ------ |
| eenheid                        | aantal | %      | aantal  | %       | aantal | %      |
| inwoners                       | 5904   | 100    | 2954    | 50      | 2950   | 50     |
| bevolkingsdichtheid (inw./km²) | 110,6  | 110,6  | 55,3    | 55,3    | 55,3   | 55,3   |

In 2002 bedroeg het gemiddelde inkomen per inwoner 1287,04 zł.

## Aangrenzende gemeenten
Jerzmanowice-Przeginia, Olkusz, Skała, Trzyciąż